# Martha Randall
Martha Randall est une nageuse américaine née le 12 juin 1948 à Chicago.

## Biographie
Martha Randall dispute l'épreuve du 400 m 4 nages aux Jeux olympiques d'été de 1964 de Tokyo et remporte la médaille bronze.